# Enzenreith
Enzenreith är en ort och kommun  i Österrike. Den ligger i distriktet Neunkirchen i förbundslandet Niederösterreich, 70 km sydväst om huvudstaden Wien. Orterna Enzenreith och Hart är ihopvuxna med grannorten Gloggnitz.
Kommunen består av sex orter (Ortschaften) (inom parentes invånarantal 1 januari 2024):
- Enzenreith (747)
- Hart (365)
- Hilzmannsdorf (44)
- Köttlach (390)
- Thürmannsdorf (18)
- Wörth (395)